# Lene Siel
Lene Siel (Sæby, 21 agosto 1968) è una cantante danese.

## Biografia
Cresciuta in una famiglia musicale, da bambina Lene Siel si esibiva con i genitori nei locali dello Jutland settentrionale. Ha avviato la sua carriera musicale professionale all'inizio degli anni '90, e il suo picco di popolarità è arrivato nel 1996 con l'album Mine favoritter, che ha venduto più di 190 000 copie ed è stato certificato triplo disco di platino in Danimarca. Nel corso degli anni '90 ha venduto più di 500.000 dischi a livello nazionale, rendendola la cantante danese che ha venduto più dischi nel suo paese del decennio.
Il suo primo ingresso nella classifica ufficiale danese, introdotta nel 2001, è stato con l'album Som en bro over mørke vande, che ha debuttato alla 7ª posizione nel 2002. Da allora ha piazzato altri cinque dischi in top 40.

## Discografia

### Album in studio
- 1991 – Lene Siel
- 1993 – Mod vinden
- 1994 – Nu tændes tusind julelys
- 1995 – Før mig til havet
- 1996 – Mine favoritter
- 1998 – I Danmark er jeg født
- 1999 – Salte tårer - Søde kys
- 2000 – Aftenstemning
- 2002 – Som en bro over mørke vande
- 2004 – Gospel
- 2005 – De stille timer
- 2009 – Himlen i min favn
- 2013 – Forelsket

### Raccolte
- 2006 – Som solen
- 2007 – Great Moments

### Singoli
- 1992 – I december
- 1993 – Jeg rejser væk/Så vidt som her
- 1996 – Ensomt hjerte
- 1999 – Shoot for the Moon (con Roger Whittaker)
- 2000 – Against the Wind (con Jon English)
- 2003 – Down to the River
- 2006 – Svalen